# Dicranota metaspectralis
Dicranota metaspectralis är en tvåvingeart som beskrevs av Alexander 1965. Dicranota metaspectralis ingår i släktet Dicranota och familjen hårögonharkrankar. Inga underarter finns listade i Catalogue of Life.